# Marcelo Alejandro Cuenca
Marcelo Alejandro Cuenca (18 de maig de 1954, Córdoa, Argentina) és un bisbe, enginyer civil, filòsof i teòleg argentí.

## Biografia
Quan era jove entrà al seminari diocesà, on feu la formació eclesiàstica i fou ordenat el 8 de desembre del 1983.
Durant aquells anys es va graduar en enginyeria civil i es traslladà a Itàlia per estudiar filosofia i teologia a la Pontifícia Universitat Gregoriana de Roma. Començà el seu ministeri com a vice-rector a Buenos Aires i després fou mossèn a Córdoba, la seva ciutat natal.
Després de diversos anys exercint el ministeri sacerdotal, el 10 de febrer del 2010, ascendí a l'episcopat, quan Sa Santedat el Papa Benet XVI el nomenà nou bisbe de la diòcesi d'Alto Valle del Río Negro, substituint en aquest càrrec monsenyor Néstor Hugo Navarro, que hi renuncià per motius d'edat.